# Еј-Џеј Боуен
Алфред Чарлс „Еј Џеј” Боуен Џуниор (енгл. Alfred Charles "A. J." Bowen Jr. рођен децембра 1977. у Маријети) амерички је глумац и филмски продуцент. Најпознатији је по улогама у нискобуџетним хорор филмовима као што су Шоу наказа 3 (2006), Ђавоља кућа (2009), Секира 2 (2010) и Ти си следећи (2011), који је остварио највећи успех од наведених.
Боуен је тумачио главне улоге у јеш неколико мање познатих хорора, као што су Сигнал (2007) и Ужасан начин да се умре (2010). Часопис LA Weekly га је прозвао „мамблгор звездом”.

## Филмографија
| Улоге Еј Џеја Боуена |                              |               |                    |          |
| Година               | Српски назив                 | Изворни назив | Улога              | Напомена |
| 2006.                | Шоу наказа 3                 |               | Џери               |          |
| 2007.                | Сигнал                       |               | Луис Дентон        |          |
| 2009.                | Ђавоља кућа                  |               | Виктор Улман       |          |
| 2010.                | Ужасан начин да се умре      |               | Гарик Тарнел       |          |
| 2010.                | Секира 2                     |               | Лејтон             |          |
| 2011.                | Ти си следећи                |               | Криспијан Дејвисон |          |
| 2011.                | Пролећни ритуали             |               | Бен Герингер       |          |
| 2013.                | Света тајна                  |               | Сем Тарнер         |          |
| 2013.                | Уврднуте приче               |               | Фред               |          |
| 2014.                | Реконструкција Вилијама Зира |               | госпдин Браг       |          |
| 2014.                | Гост                         |               | Остин              |          |
| 2015.                | Синкроницитет                |               | Чак                |          |
| 2016.                | Тинејџерски коктел           |               | Џозеф Дамон        |          |
| 2019.                | Сатанистичка паника          |               | Данкан             |          |
| 2019.                | Заробио сам ђавола           |               | Мет                |          |
| 2020.                | Стари путеви                 |               | Карсон             |          |